# Wachholderbusch
Wachholderbusch ist ein Gemeindeteil der Stadt Selbitz im Landkreis Hof (Oberfranken, Bayern). Wachholderbusch liegt in der Gemarkung Neuhaus.

## Geografie
Beim Dorf gibt es eine Trappschießanlage und eine Streuobstwiese.  Eine Gemeindeverbindungsstraße führt nach Neuhaus (1 km westlich) bzw. zur Bundesstraße 173 bei der Anschlussstelle 32 der A 9 (0,6 km östlich). Eine weitere Gemeindeverbindungsstraße führt nach Edlasmühle (0,1 km südwestlich).

## Geschichte
Wachholderbusch gehörte zur Realgemeinde Neuhaus. Gegen Ende des 18. Jahrhunderts bestand Wachholderbusch aus drei Anwesen (1 Gut mit Wirtshaus, 2 Tropfhäuser). Die Hochgerichtsbarkeit hatte das bayreuthische Stadtvogteiamt Hof. Das Rittergut Neuhaus war Grundherr sämtlicher Anwesen.
Von 1797 bis 1810 unterstand Wachholderbusch dem Justiz- und Kammeramt Naila. Infolge des Ersten Gemeindeedikts wurde Wachholderbusch dem 1812 gebildeten Steuerdistrikt Neuhaus und der zugleich entstandenen Ruralgemeinde Neuhaus zugewiesen. Im Zuge der Gebietsreform in Bayern wurde Wachholderbusch am 1. April 1971 nach Selbitz eingemeindet.

### Einwohnerentwicklung
| Jahr      | 001819 | 001861 | 001871 | 001885 | 001900 | 001925 | 001950 | 001961 | 001970 | 001987 | 002021 |
| Einwohner | 24     | 57     | 68     | 62     | 47     | 61     | 66     | 42     | 54     | *62    | *50    |
| Häuser    |        |        |        | 9      | 10     | 11     | 13     | 12     |        | *16    |        |
| Quelle    | [ 7 ]  | [ 10 ] | [ 11 ] | [ 12 ] | [ 13 ] | [ 14 ] | [ 15 ] | [ 16 ] | [ 17 ] | [ 18 ] | [ 1 ]  |

## Religion
Wachholderbusch ist evangelisch-lutherisch geprägt und bis heute nach Selbitz gepfarrt.